# Sforza Sforza di Santa Fiora
Sforza I Ascanio Sforza, I marchese di Castell'Arquato, XII conte di Santa Fiora (Santa Fiora, 1520 – Castell'Arquato, 21 ottobre 1575), è stato un nobile e militare italiano.

## Biografia
Nato a Santa Fiora nel 1520, Sforza era figlio di Bosio II Sforza di Santa Fiora, XI conte di Santa Fiora, e di sua moglie Costanza Farnese, figlia del cardinale Alessandro Farnese (futuro papa Paolo III). Era fratello del cardinale Guido Ascanio Sforza di Santa Fiora.
Venne educato nella sua prima età alla corte di Francesco II Sforza, duca di Milano e suo parente, ma dopo la morte di questi nel 1535 ed il passaggio del Ducato di Milano nelle mani degli spagnoli, venne trasferito definitivamente a Roma dove nel frattempo suo nonno era divenuto papa col nome di Paolo III. Intrapresa la carriera militare, decise di servire nell'esercito imperiale nelle guerre in Lombardia e nell'impresa di Algeri contro i pirati barbareschi.
Dal papa, assieme ai fratelli, venne creato conte e nel 1539 venne inviato insieme ad altri capitani d'arme a domare la ribellione scoppiata a Perugia, dopo la quale venne nominato governatore delle armate di Parma e Piacenza (1540), oltre ad ottenere in feudo Castel San Giovanni ed altri feudi. Combatté nuovamente per il Sacro Romano Impero dal 1546 contro la Lega di Smalcalda e poi a Ingolstadt, a Donauwörth e ad Ulma. Alla morte del cognato Pier Luigi Farnese, aiutò i suoi eredi a mantenere il possesso di Parma e per questo venne creato dal pontefice capitano generale della cavalleria pontificia. Nel corso della guerra di Siena del 1552-55, fu capitano generale della cavalleria pontificia e spagnola, prendendo parte attiva nella sconfitta diretta di Pietro Strozzi e nella resa della città dve rimase governatore generale in nome dell'imperatore e di Cosimo I de' Medici sino al restauro dell'ordine.
Postosi al soldo degli spagnoli, fu con questi in guerra contro Paolo IV ed i francesi, difendendo strenuamente Civitella del Tronto nel 1557, ottenendone larghi vantaggi anche personali (Filippo II gli procurò l'onorificenza del Toson d'oro, e Cosimo I il feudo di Roccalbegna). Dal duca di Parma ottenne che il feudo di Castell'Arquato venisse eletto a marchesato (1567). Col pontificato di Pio V tornò a capo delle milizie pontificie inviate in supporto a Carlo IX di Francia nella sua lotta contro gli ugonotti, distinguendosi nella Battaglia di Moncontour del 3 ottobre 1569, ricavandone in dono dal sovrano francese tre delle trentasette bandiere strappate ai nemici sul campo di battaglia, che egli pose per voto nella Basilica di San Giovanni in Laterano a Roma. Tornato in Italia, fu generale della fanteria spagnola nella guerra contro i turchi e prese parte alla Battaglia di Lepanto il 7 ottobre 1571 al fianco di don Giovanni d'Austria.
Morì il 21 ottobre 1575 a Castell'Arquato.

## Matrimonio e figli
Sforza si sposò due volte: la prima volta, nel 1540, sposò Luigia Pallavicini (m. 1552), figlia del marchese Pallavicino di Busseto e di Elena Salviati, erede dei feudi di Felino, Castel San Giovanni, Monticelli, Torchiara e Polesine, già vedova di Gianfrancesco Gonzaga della linea di  Sabbioneta. Da questo matrimonio non nacquero figli.
Alla morte della prima moglie, si risposò il 18 gennaio 1553 con Caterina de' Nobili (1540-1605), pronipote di papa Giulio III, figlia di Vincenzo de' Nobili di Montepulciano e di sua moglie, Maddalena Barbolani dei conti di Montauto. Dal matrimonio nacquero due figli:
- Costanza (1558 - 1617), sposò Giacomo Boncompagni, I duca di Sora
- Francesco (1562 - 1624), II marchese di Castell'Arquato, cardinale

## Albero genealogico
|                                                             |                    |                                                    | Genitori                                   |  |  | Nonni |  |  | Bisnonni                                              |  |  | Trisnonni                               |  |
|                                                             |                    |                                                    |                                            |  |  |       |  |  | Guido Sforza di Santa Fiora, VII conte di Santa Fiora |  |  | Bosio I Sforza, VI conte di Santa Fiora |  |
|                                                             |                    |                                                    |                                            |  |  |       |  |  | Guido Sforza di Santa Fiora, VII conte di Santa Fiora |  |  | Bosio I Sforza, VI conte di Santa Fiora |  |
|                                                             |                    | Cecilia Aldobrandeschi, VI contessa di Santa Fiora |                                            |  |  |       |  |  | Guido Sforza di Santa Fiora, VII conte di Santa Fiora |  |  |                                         |  |
| Federico I Sforza di Santa Fiora, VIII conte di Santa Fiora |                    |                                                    |                                            |  |  |       |  |  | Guido Sforza di Santa Fiora, VII conte di Santa Fiora |  |  |                                         |  |
|                                                             |                    | Francesca Farnese                                  | Angelo Farnese                             |  |  |       |  |  |                                                       |  |  |                                         |  |
|                                                             |                    | Francesca Farnese                                  | Angelo Farnese                             |  |  |       |  |  |                                                       |  |  |                                         |  |
|                                                             |                    | Francesca Farnese                                  | Costanza Malatesta                         |  |  |       |  |  |                                                       |  |  |                                         |  |
| Bosio II Sforza di Santa Fiora, IX conte di Santa Fiora     |                    | Francesca Farnese                                  |                                            |  |  |       |  |  |                                                       |  |  |                                         |  |
|                                                             |                    | Niccolò Orsini                                     | Aldobrandino Orsini, V conte di Pitigliano |  |  |       |  |  |                                                       |  |  |                                         |  |
|                                                             |                    | Niccolò Orsini                                     | Aldobrandino Orsini, V conte di Pitigliano |  |  |       |  |  |                                                       |  |  |                                         |  |
|                                                             |                    | Niccolò Orsini                                     | Bartolomea Orsini                          |  |  |       |  |  |                                                       |  |  |                                         |  |
| Bartolomea Diana Orsini                                     |                    | Niccolò Orsini                                     |                                            |  |  |       |  |  |                                                       |  |  |                                         |  |
|                                                             |                    | Elena Conti                                        | Grato Conti                                |  |  |       |  |  |                                                       |  |  |                                         |  |
|                                                             |                    | Elena Conti                                        | Grato Conti                                |  |  |       |  |  |                                                       |  |  |                                         |  |
|                                                             |                    | Elena Conti                                        | …                                          |  |  |       |  |  |                                                       |  |  |                                         |  |
| Sforza Sforza di Santa Fiora, X conte di Santa Fiora        |                    | Elena Conti                                        |                                            |  |  |       |  |  |                                                       |  |  |                                         |  |
|                                                             | Pier Luigi Farnese | Ranuccio Farnese                                   |                                            |  |  |       |  |  |                                                       |  |  |                                         |  |
|                                                             | Pier Luigi Farnese | Ranuccio Farnese                                   |                                            |  |  |       |  |  |                                                       |  |  |                                         |  |
|                                                             | Pier Luigi Farnese | Agnese Monaldeschi                                 |                                            |  |  |       |  |  |                                                       |  |  |                                         |  |
| Papa Paolo III                                              | Pier Luigi Farnese |                                                    |                                            |  |  |       |  |  |                                                       |  |  |                                         |  |
|                                                             |                    | Giovannella Caetani                                | Onorato Caetani, signore di Sermoneta      |  |  |       |  |  |                                                       |  |  |                                         |  |
|                                                             |                    | Giovannella Caetani                                | Onorato Caetani, signore di Sermoneta      |  |  |       |  |  |                                                       |  |  |                                         |  |
|                                                             |                    | Giovannella Caetani                                | Caterina Orsini                            |  |  |       |  |  |                                                       |  |  |                                         |  |
| Costanza Farnese                                            |                    | Giovannella Caetani                                |                                            |  |  |       |  |  |                                                       |  |  |                                         |  |
|                                                             |                    | Rufino Ruffini                                     | …                                          |  |  |       |  |  |                                                       |  |  |                                         |  |
|                                                             |                    | Rufino Ruffini                                     | …                                          |  |  |       |  |  |                                                       |  |  |                                         |  |
|                                                             |                    | Rufino Ruffini                                     | …                                          |  |  |       |  |  |                                                       |  |  |                                         |  |
| Silvia Ruffini                                              |                    | Rufino Ruffini                                     |                                            |  |  |       |  |  |                                                       |  |  |                                         |  |
|                                                             |                    | …                                                  | …                                          |  |  |       |  |  |                                                       |  |  |                                         |  |
|                                                             |                    | …                                                  | …                                          |  |  |       |  |  |                                                       |  |  |                                         |  |
|                                                             |                    | …                                                  | …                                          |  |  |       |  |  |                                                       |  |  |                                         |  |
|                                                             |                    | …                                                  |                                            |  |  |       |  |  |                                                       |  |  |                                         |  |